# Creed II.
A Creed II. (eredeti cím: Creed II) 2018-ban bemutatott amerikai sportdráma, a Rocky-sorozat nyolcadik része, a 2015-ös Creed: Apollo fia folytatása.
A filmet Steven Caple Jr. rendezte, forgatókönyvírója Sylvester Stallone és Juel Taylor, akik Sascha Penn Cheo és Hodari Coker alaptörténetéből dolgoztak. Az előző rész írója és rendezője, Ryan Coogler ezúttal vezető producerként működött közre. A főbb szerepben Michael B. Jordan, Sylvester Stallone, Dolph Lundgren, Tessa Thompson és Florian Munteanu látható. A történet középpontjában ismét Rocky Balboa tanítványa, Adonis Creed áll. Apollo fia ezúttal az orosz Ivan Drago fiával száll szembe a ringben. Több mint 30 évvel korábban Adonis apját és Rocky barátját, a visszavonult bokszbajnok Apollo Creedet Drago ölte meg egy bokszmérkőzés során, ezért Adonist a győzelem mellett a személyes bosszú is hajtja.
2016 januárjában jelentették be a Creed folytatásának elkészítését, de Coogler és Jordan a Fekete Párduc című film miatt nem tudott részt venni a projektben, ezért azt elhalasztották (Cooglert rendezőként végül Caple helyettesítette). Stallone 2017 júliusában fejezte be a forgatókönyvet és bejelentette Lundgren részvételét a filmben. A forgatás 2018 márciusában kezdődött Philadelphiában és 2018 nyaráig tartott.
Az Amerikai Egyesült Államokban 2018. november 21-én mutatták be a filmet, Magyarországon 2019. január 3-án került a mozikba. A Creed 2. nézettségi és jegyeladási szempontból sikeresnek bizonyult és a kritikusok is elismerően nyilatkoztak róla, kiemelve a színészi játékot, a karakterfejlődést és Caple rendezői munkáját, bár bírálatként felrótták a film kiszámíthatóságát.
A film folytatása Michael B. Jordan rendezői debütálásaként 2023-ban jelent meg, Creed III. címmel.

## Cselekmény
Három évvel az előző film eseményei után Adonis Creed győzelmet győzelemre halmoz a ringben, majd diadalmaskodik a nehézsúlyú bajnok Danny "Kaszkadőr" Wheeler felett is, ezzel elnyerve a világbajnoki címet. Az immár világsztár Creed magánélete is pozitívan alakul: megkéri barátnője, Bianca Taylor kezét, amire a lány örömmel mond igent. Eközben Ivan Drago – egykori szovjet amatőr világbajnok, aki harminchárom évvel korábban, első profi mérkőzésén halálra verte Adonis apját, Apollo Creed-et a ringben – megpróbálja visszaszerezni azt a dicsőséget, melyet a Rocky Balboa elleni moszkvai veresége után vesztett el. Ivan a fiát, a szintén bokszoló Viktort Buddy Marcelle promóter segítségével egy Adonis elleni mérkőzésre bíztatja a bajnoki cím megszerzése érdekében. Rocky nem hajlandó támogatni a kihívást elfogadó tanítványát a felkészülésben, ezért Donnie csalódottan magára hagyja mentorát.
A történtek után Adonis és Bianca Philadelphiából Los Angelesbe költözik, ahol a fiú nevelőanyjának, Mary Anne-nek a közelében, egy luxuslakásban kezdik meg közös életüket. A bajnok felkészülését a Drago elleni összecsapásra ezúttal néhai apjának és mentorának volt edzőjének, Tony Eversnek a fia, Little Duke irányítja. A felkészülés ideje alatt Bianca megtudja, hogy terhes. Creed – magánéleti problémái miatt érzett dühe miatt – forrófejűen vág neki a mérkőzésnek, végül súlyosan megsérül. Viktort egy tiltott ütés miatt diszkvalifikálják (a padlóra került ellenfele megtámadása miatt), ezáltal Donnie marad a bajnok. A testileg-lelkileg is összetört és büszkeségében megsértett Creed a felépülése után egyre jobban eltávolodik Biancától; Mary Anne Rockyhoz fordul, hogy segítsen a fiúnak kimászni a gödörből. Rocky Los Angelesbe utazik, amikor is kibékül tanítványával és elvállalja felkészítését egy visszavágóra. Rocky és Little Duke egy kihalt kaliforniai sivatagba viszi Adonist és brutális edzéssel készítik fel őt eddigi legnagyobb kihívására. Edzés közben nagy hangsúlyt fektetnek a belharcra, valamint a gigászi erejű orosz bokszoló ütéseinek elviselésére. Az ellenfelét a nyilvánosság előtt folyamatosan szidalmazó Viktort az apja szintén kemény edzésre fogja. Az idősebb Drago – fiával ellentétben – élvezi a média és az orosz delegáció (melynek Viktor anyja, Ludmilla is a tagja) kitüntetett figyelmét. Viktor ezért neheztel rá, mert Ludmilla annak idején, a férje veresége után, elhagyta a családot. Bianca eközben egy kislánynak ad életet, aki az Amara nevet kapja, ám az újszülött örökölte anyjától annak hallásproblémáit és siketen jön világra.
A Moszkvában megrendezett visszavágó kiegyenlítettebb, mint az első mérkőzés. Adonis összeszedettebben küzd (kihasználja ellenfele azon gyengeségét, miszerint hozzászokott a gyors kiütéses győzelmekhez) és bár ő maga is többször padlóra kerül, az oroszt is sikerül több alkalommal földre küldenie. Ludmilla szintén a meccs nézője, de fia küszködését látva távozik a helyszínről, amely érzelmileg megviseli Viktort. A fia testi épségét féltő Ivan bedobja a törülközőt és véget vet a mérkőzésnek. Ivan rájön, hogy a fiával való kapcsolata fontosabb egykori sportolói dicsőségénél és magához ölelve vigasztalja a veresége miatt szégyenkező Viktort.
Rocky a kanadai Vancouverbe utazik tőle elidegenedett fiához, Roberthez és először találkozik unokájával, Logannel. Adonis megbékél halott apja emlékével és Biancával, valamint Amarával, Apollo unokájával közösen meglátogatja az egykori bokszvilágbajnok sírhelyét.

## Szereplők
| Színész            | Szerep | Magyar hang     |
| ------------------ | --- | --------------- |
| Michael B. Jordan  | Adonis Creed | Szabó Máté      |
| Michael B. Jordan  | Donnie Johnson néven született és hátrányos helyzetű, ám tehetséges nehézsúlyú bokszoló, aki a néhai világbajnok Apollo Creed fia. |                 |
| Sylvester Stallone | Robert "Rocky" Balboa | Gesztesi Károly |
| Sylvester Stallone | Adonis edzője és mentora. Az Olasz Csődör néven ismert, egykori ökölvívó többször volt nehézsúlyú világbajnok, ráadásul Donnie apjának a riválisa, majd pedig a legjobb barátja is volt. A bokszon kívül egy Philadelphiai olasz étterem tulajdonosa, melyet az elhunyt feleségéről, Adrianről nevezett el.                                                                |                 |
| Tessa Thompson     | Bianca Taylor | Czető Zsanett   |
| Tessa Thompson     | Adonis barátnője, aki később Creed menyasszonya és felesége, továbbá a közös gyermekük édesanyja is lesz. Foglalkozását tekintve énekes-dalszerző, progresszív hallásveszteséggel. |                 |
| Dolph Lundgren     | Ivan Drago | Jakab Csaba     |
| Dolph Lundgren     | A Szovjetunió korábbi amatőr ökölvívó világbajnoka, aki évtizedekkel korábban, egy bemutató mérkőzés során megölte Apollo Creed-et. Egy későbbi találkozón Rocky bosszút állt rajta és legyőzte őt a saját hazájában. Veresége után Ivan kegyvesztett lett Oroszországban, ezért Ukrajnába költözött, hogy ott nevelje fel és képezze ki a szintén bokszoló fiát, Viktort. |                 |
| Florian Munteanu   | Viktor Drago | Varga Rókus     |
| Florian Munteanu   | Ivan fia, aki egyben Adonis új riválisa is. |                 |
| Phylicia Rashad    | Mary Anne Creed | Andresz Kati    |
| Phylicia Rashad    | A néha Apollo megözvegyült felesége, aki férje törvénytelen gyermekét, Adonist örökbe fogadta és sajátjaként nevelte fel. |                 |
| Wood Harris        | Tony "Little Duke" Evers | Zöld Csaba      |
| Wood Harris        | Wheeler egyik segédedzője. Apja, Tony "Duke" Evers, aki korábban Apollót nevelte és képezte, ami után egy időre Rocky edzője is lett. |                 |
| Andre Ward         | Danny "Kaszkadőr" Wheeler | Kossuth Gábor   |
| Andre Ward         | Nehézsúlyú bokszoló és Adonis riválisa. Ellene szerezte meg Creed a világbajnoki övet. |                 |
| Brigitte Nielsen   | Ludmila Drago | orosz nyelven   |
| Brigitte Nielsen   | Ivan exfelesége és Viktor édesanyja, aki korábban elhagyta a családját. |                 |
| Milo Ventimiglia   | Robert Balboa, Jr. | Gesztesi Máté   |
| Milo Ventimiglia   | Rocky elhidegült fia, aki Vancouverbe költözött és mostanra egy kisgyermek édesapja. |                 |
| Russell Hornsby    | Buddy Marcelle | Sarádi Zsolt    |
| Russell Hornsby    | Bokszpromóter, akinek a hatására hívta ki Viktor Donnie-t. |                 |

Carl Weathers, mint Apollo Creed archív felvételeken jelenik meg a filmben.
Stu Nahan, mint Las Vagasi kommentátor, archív hangfelvételek jelenik meg a Rocky IV.-ből. (magyar hangja – szintén archív felvételről – Kisfalussy Bálint).
Meccskommentátorok (zárójelben a magyar hang): Michael Buffer (Vass Gábor), Max Kellerman (Kapácsy Miklós), Roy Jones Jr. (Erdei Zsolt), Jim Lampley (Forgács Gábor).

## Fordítás
- Ez a szócikk részben vagy egészben  a   Creed II című angol Wikipédia-szócikk fordításán alapul.  Az eredeti cikk szerkesztőit annak laptörténete sorolja fel. Ez a jelzés csupán a megfogalmazás eredetét és a szerzői jogokat jelzi, nem szolgál a cikkben szereplő információk forrásmegjelöléseként.